# 대명어울림도서관
대명어울림도서관은 대구광역시 남구에 있는 공공 도서관이다.

## 연혁
- 2016.05 대명어울림도서관 건립 기본계획 수립
- 2016.12 대명어울림도서관 건립 시행계획 수립
- 2017.04 기본 및 실시설계
- 2017.06 대명어울림도서관 건립공사 착공
- 2018.01 대명어울림도서관 건립공사 준공
- 2018.01.26 개관

## 이용 안내
이용 시간
- 어린이자료실: 평일 09:00 ~ 18:00 / 토·일요일 09:00 ~ 17:00
- 종합자료실: 평일 09:00 ~ 20:00 / 토·일요일 09:00 ~ 17:00

휴관일
- 매주 월요일
- 일요일을 제외한 관공서의 공휴일
- 기타 도서관장이 정한 임시 휴관일